# 소요산역
소요산역(逍遙山驛, Soyosan station)은 경기도 동두천시 상봉암동에 있는 경원선 상 수도권 전철 1호선의 전철역이다. 역명은 역 주변의 소요산에서 유래되었다.

## 역 구조
임시 승강장으로 이설되기 이전에는 2면 2선의 상대식 승강장이었다. 역사가 있는 쪽은 수도권 전철 1호선이 운행되는 고상홈, 반대쪽은 통근열차가 운행하는 저상홈이었다. 회차 방식은 승강장에 도착 후 그 자리에서 인천방면으로 출발하며, 개찰구는 분리되었다.
수도권 전철 1호선의 연천 연장을 앞두고 신 역사를 착공했다. 신 역사의 승강장은 고가로 올라가며, 통근열차 승강장은 폐지된다. 다만 2023년 12월 16일부터 연천으로 1호선이 연장한 후에도 아직 반대편 승강장이 완공되지 못해, 완공될 때까지 연천방향 전동차와 인천방향 전동차를 1개의 승강장에서 취급한다.

## 승강장
| ↑동두천 |
| \| 상   |
| 청산 ↓  |

| 하행 | ● 수도권 전철 1호선 | 광운대 · 청량리 · 서울역 · 구로 · 인천 방면 |
| 상행 | ● 수도권 전철 1호선 | 청산 · 전곡 · 연천 방면                     |

현재 연천구간 전철화 공사로 인해 선로 이전 및 임시 승강장이 새로 지어졌다. 전에 사용하던 통근열차 승강장과 전철 승강장은 임시 승강장 선로 건너편에 위치해 있으며, 통근열차 승강장과 전철 승강장은 소요산역 고가화로 인해 철거되어 그 자리에 고상홈 승강장이 들어설 예정이었으나 선로를 복선으로 운영하는 것이 불가능하여 고가화 되었다. 승강장이 고가화로 이전함과 동시에 스크린도어를 설치하였다.

## 역 주변
- 소요산
- 소요초등학교
- 자유수호평화박물관

## 역사
- 1964년 4월 28일 : 용산 기점 56 km 지점에 열차를 임시 정차시켜 여객취급, 기간은 동년 5월 30일까지였다[1]
- 1975년 12월 23일 : 무배치간이역으로 영업 개시
- 1982년 9월 21일 : 역사(驛舍) 신축 준공
- 2006년 5월 7일 : 기존 역사 철거, 임시역사 영업 개시
- 일자미상 : 을종승차권대매소 철수
- 2006년 12월 15일 : 수도권 전철 1호선 연장 개통과 함께 보통역으로 승격, 역사 신축[2]
- 2011년 7월 28일 : 2011년 7월 한국 중부 집중호우로 인한 선로 유실로 인해 통근열차 영업 일시 중지
- 2012년 3월 21일 : 초성철교 완공으로 통근열차 운행 재개와 동시에 편도 기준 1일 6편 감편
- 2012년 7월 1일 : 통근열차 운행 편수 증편
- 2014년 10월 31일 : 수도권 전철 1호선 복선 전철 착공
- 2017년 3월 1일 : 승차권 발매업무중지
- 2017년 7월 1일 : 평화열차(DMZ train) 정차 개시
- 2018년 7월 2일 : 경원선 연천 ~ 백마고지 구간 선로 개량 공사로 인한 통근열차·평화열차 연천역까지 운행.
- 2019년 4월 1일 : 경원선 동두천 ~ 연천 전철화 공사로 인한 운행 일시 중단. 일 46회 대체버스 운행.
- 2023년 12월 16일 : 동두천역 - 연천역 연장 구간 개통으로 중간역으로 전환.

## 정보
- 역의 이름처럼 소요산으로 가는 입구에 해당되어 주말에는 등산객들로 역은 붐비고 과거 통근 열차만이 운행할 때에는 오후 시간 대에 매우 혼잡하였으나 수도권 전철 개통 관계로 그 혼잡도가 많이 완화되었다. 이러한 요인 때문에 단선으로 운행 간격이 뜸하지만 수도권 전철이 이 역까지 연장되었다. 당초 계획은 현재의 동두천역인 동안역이 수도권 전철의 종점이었다.
- 수도권 전철 개통 전에 비하여 이용객 수가 5배 이상 증가하여 역 구내 확장 및 열차 운행 증편을 고려하고 있다.[3]
- 수도권 전철 개통 이전의 소요산역에 관한 글이 〈소요산역엔 아름다운 마음이 있다.〉라는 제목으로 제7차 교육 과정 중학교 2학년 1학기 국어 교과서에 실려있었다. 그 후 2007년 개정 교육 과정 중학교 1학년 1학기 국어 교과서에 같은 글이 수록되어 있다.
- 한때 소요산역은 2개 정거장(수도권 전철용, 통근열차용)이 있었는데, 수도권 전철 1호선 동두천 - 연천 연장 구간이 당초 2023년 10월로 가닥을 잡았다가, 수도권 광역 전철 요금 인상에 따른 정산 시스템 개편에 따라 2023년 12월에 최종 확정되어, 기존에 사용하던 2개 정거장은 개량되어 수도권 전철용 정거장으로 전환되어 운행할 방침이다.

## 이용객 변동
2006년 자료는 개통일인 2006년 12월 15일부터 12월 31일까지인 17일 기준으로 환산한 것이다.
| 노선  | 노선 | 일평균 인원수 (명/일) | 일평균 인원수 (명/일) | 일평균 인원수 (명/일) | 일평균 인원수 (명/일) | 일평균 인원수 (명/일) | 일평균 인원수 (명/일) | 일평균 인원수 (명/일) | 일평균 인원수 (명/일) | 일평균 인원수 (명/일) | 일평균 인원수 (명/일) | 각주                  | 각주                  | 각주  |
| 노선  | 노선 | 2000년                | 2001년                | 2002년                | 2003년                | 2004년                | 2005년                | 2006년                | 2007년                | 2008년                | 2009년                | 각주                  | 각주                  | 각주  |
| ----- | ---- | --------------------- | --------------------- | --------------------- | --------------------- | --------------------- | --------------------- | --------------------- | --------------------- | --------------------- | --------------------- | --------------------- | --------------------- | ----- |
| 1호선 | 승차 | 미개통                | 미개통                | 미개통                | 미개통                | 미개통                | 미개통                | 2,226                 | 2,830                 | 3,079                 | 3,219                 | [ 4 ]                 | [ 4 ]                 | [ 4 ] |
| 1호선 | 하차 | 미개통                | 미개통                | 미개통                | 미개통                | 미개통                | 미개통                | 2,573                 | 2,899                 | 3,077                 | 3,043                 | [ 4 ]                 | [ 4 ]                 | [ 4 ] |
| 노선  | 노선 | 일평균 인원수 (명/일) | 일평균 인원수 (명/일) | 일평균 인원수 (명/일) | 일평균 인원수 (명/일) | 일평균 인원수 (명/일) | 일평균 인원수 (명/일) | 일평균 인원수 (명/일) | 일평균 인원수 (명/일) | 일평균 인원수 (명/일) | 일평균 인원수 (명/일) | 일평균 인원수 (명/일) | 일평균 인원수 (명/일) | 각주  |
| 노선  | 노선 | 2010년                | 2011년                | 2012년                | 2013년                | 2014년                | 2015년                | 2016년                | 2017년                | 2018년                | 2019년                | 2020년                | 2021년                | 각주  |
| 1호선 | 승차 | 3,756                 | 4,190                 | 4,684                 | 4,931                 | 5,006                 | 4,788                 | 4,818                 | 4,779                 | 4,449                 | 4,290                 | 2,922                 | 2,999                 | [ 4 ] |
| 1호선 | 하차 | 3,554                 | 3,803                 | 4,047                 | 4,029                 | 4,115                 | 3,951                 | 4,020                 | 4,003                 | 3,732                 | 3,598                 | 2,485                 | 2,601                 | [ 4 ] |

## 사진

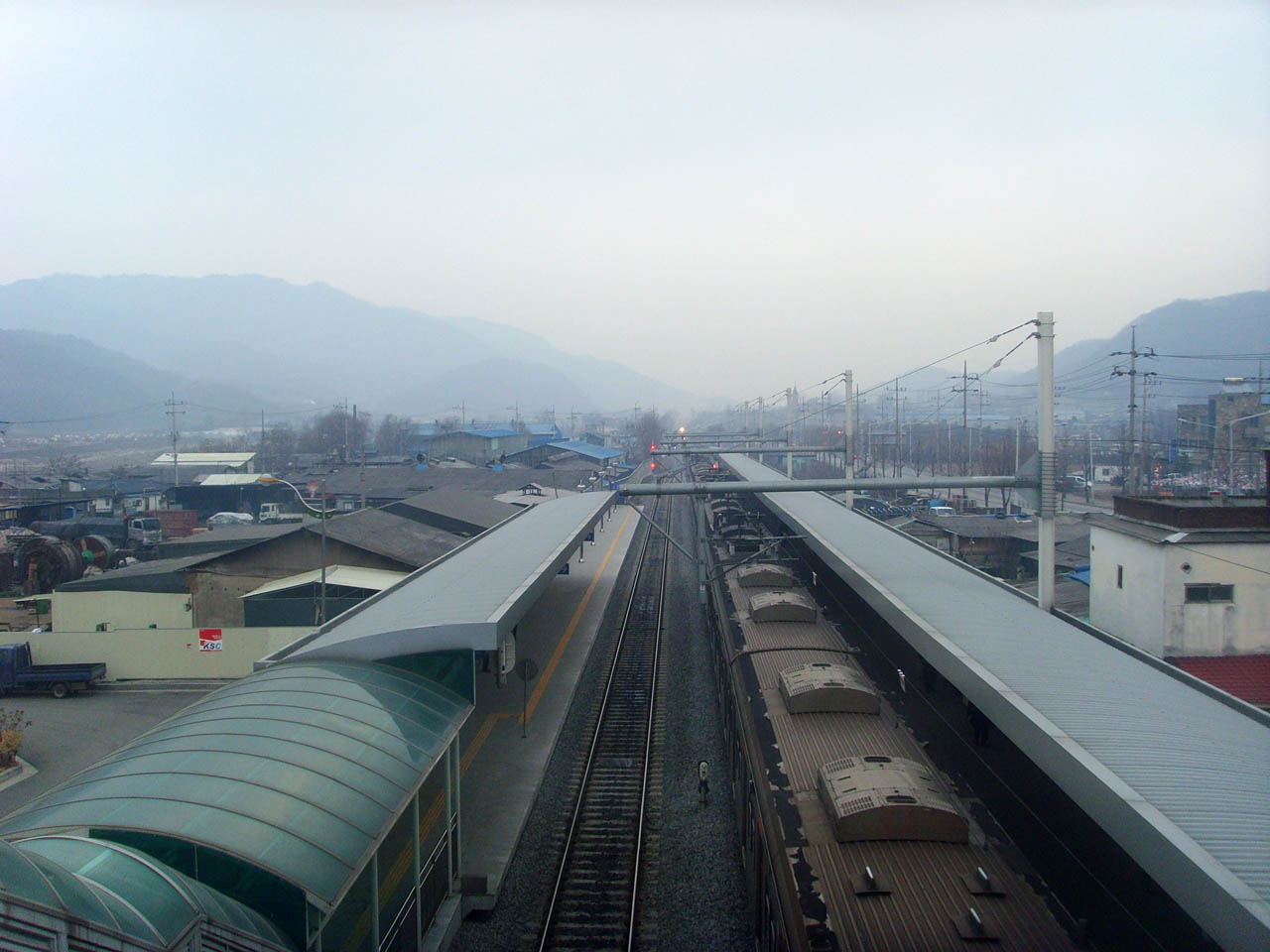
청산 방면 (임시 승강장으로 이설 전 및 연천 연장 전, 기존위치에 있는 선로 철거)
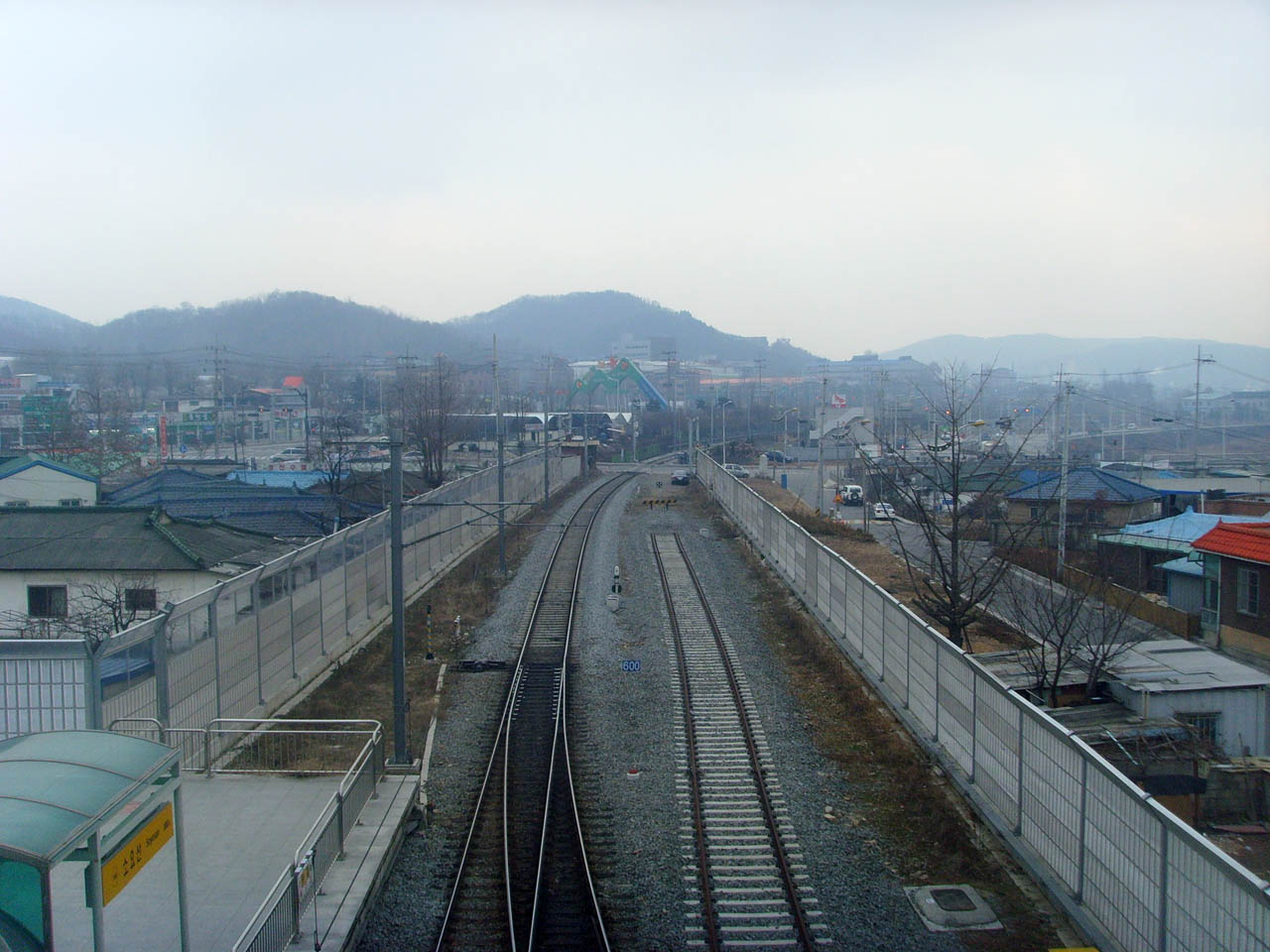
동두천 방면 (임시 승강장으로 이설 전 및 연천 연장 전, 기존위치에 있는 선로 철거)
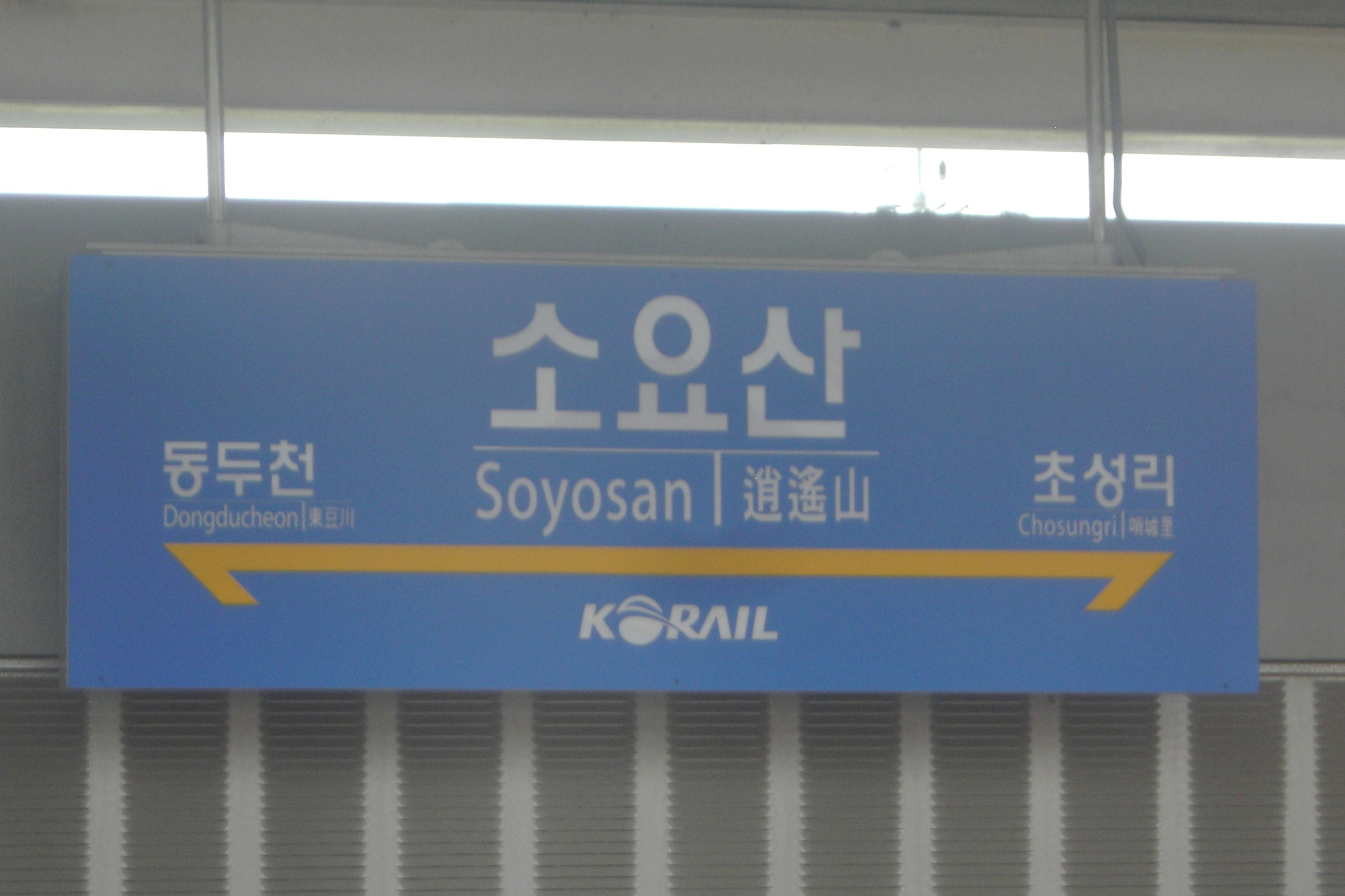
통근열차 승강장 역명판 (임시 승강장으로 이설 전)
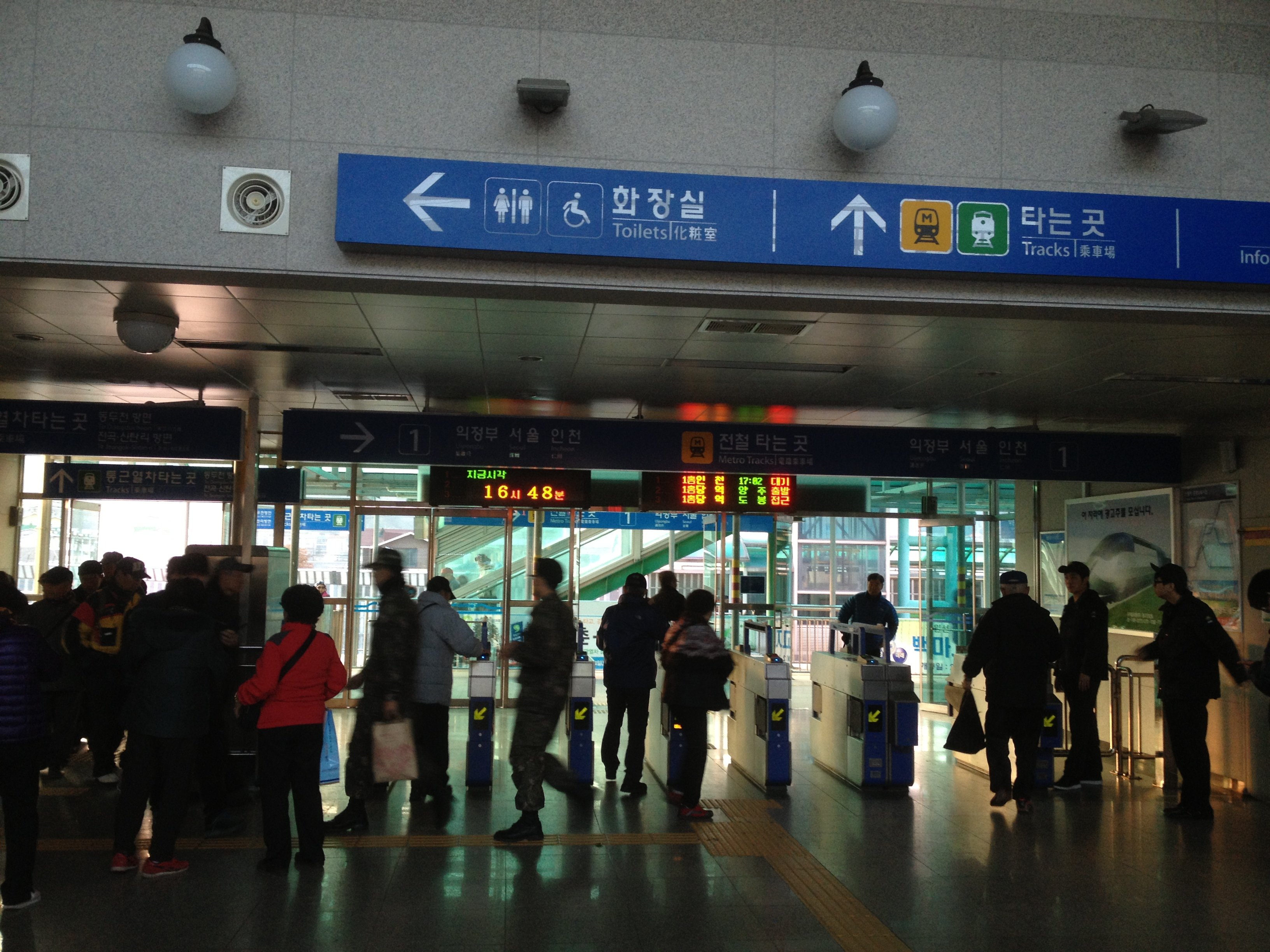
개찰구 (통근열차 운행중지 전, 임시 승강장으로 이설 전)
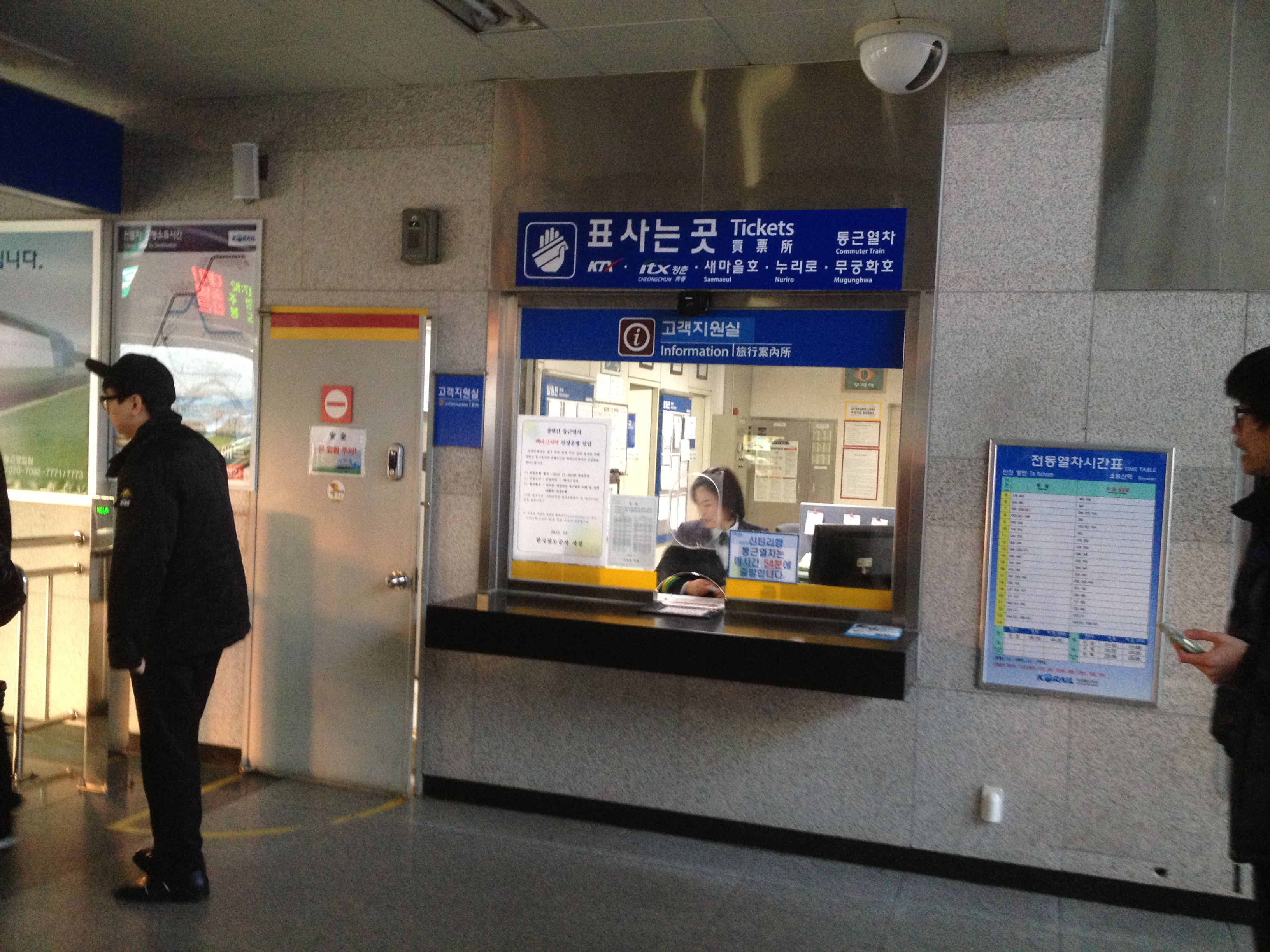
매표창구 (사용중지 전)
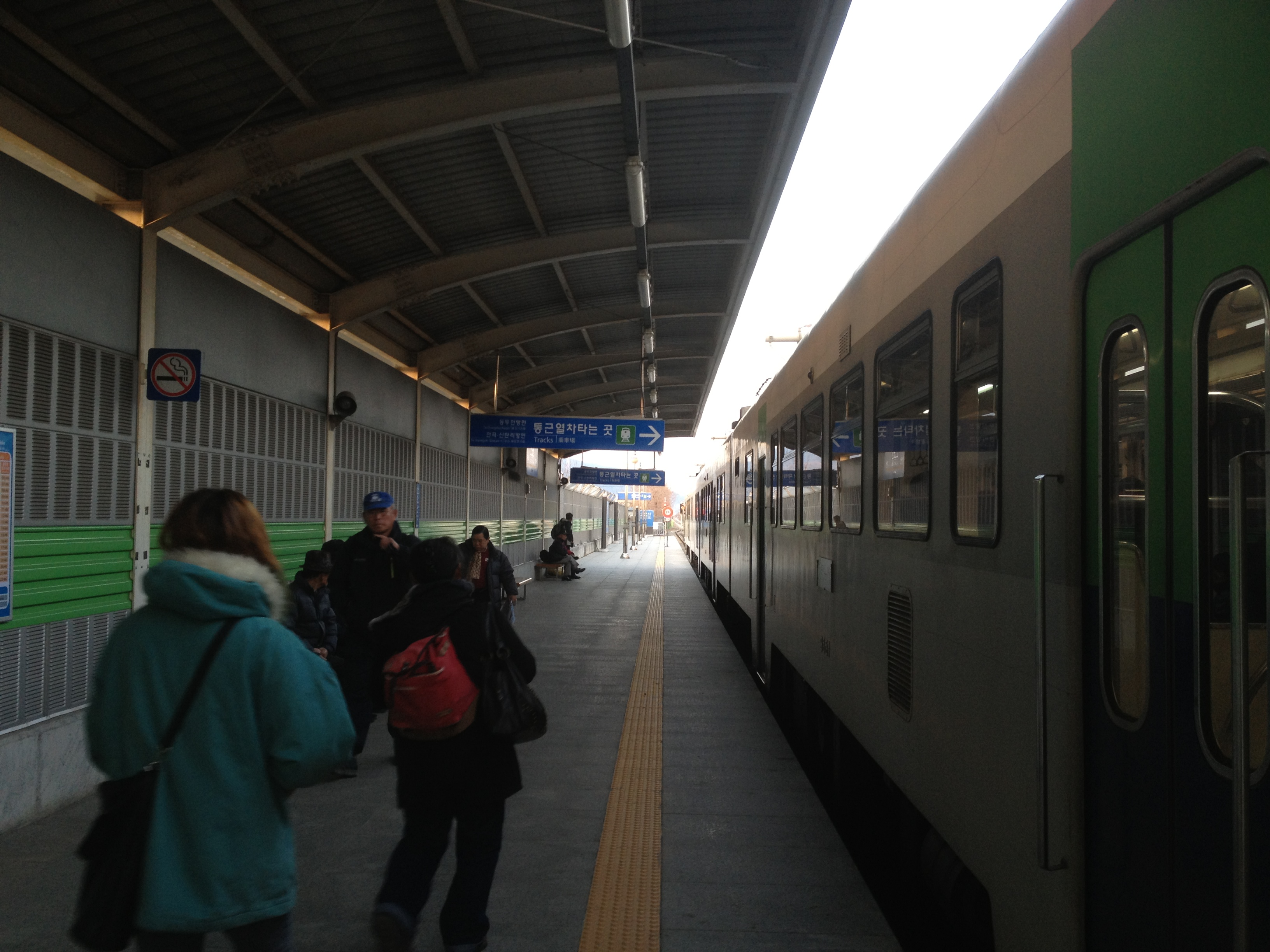
통근열차 승강장 (임시 승강장으로 이설 전 및 운행중지 전)
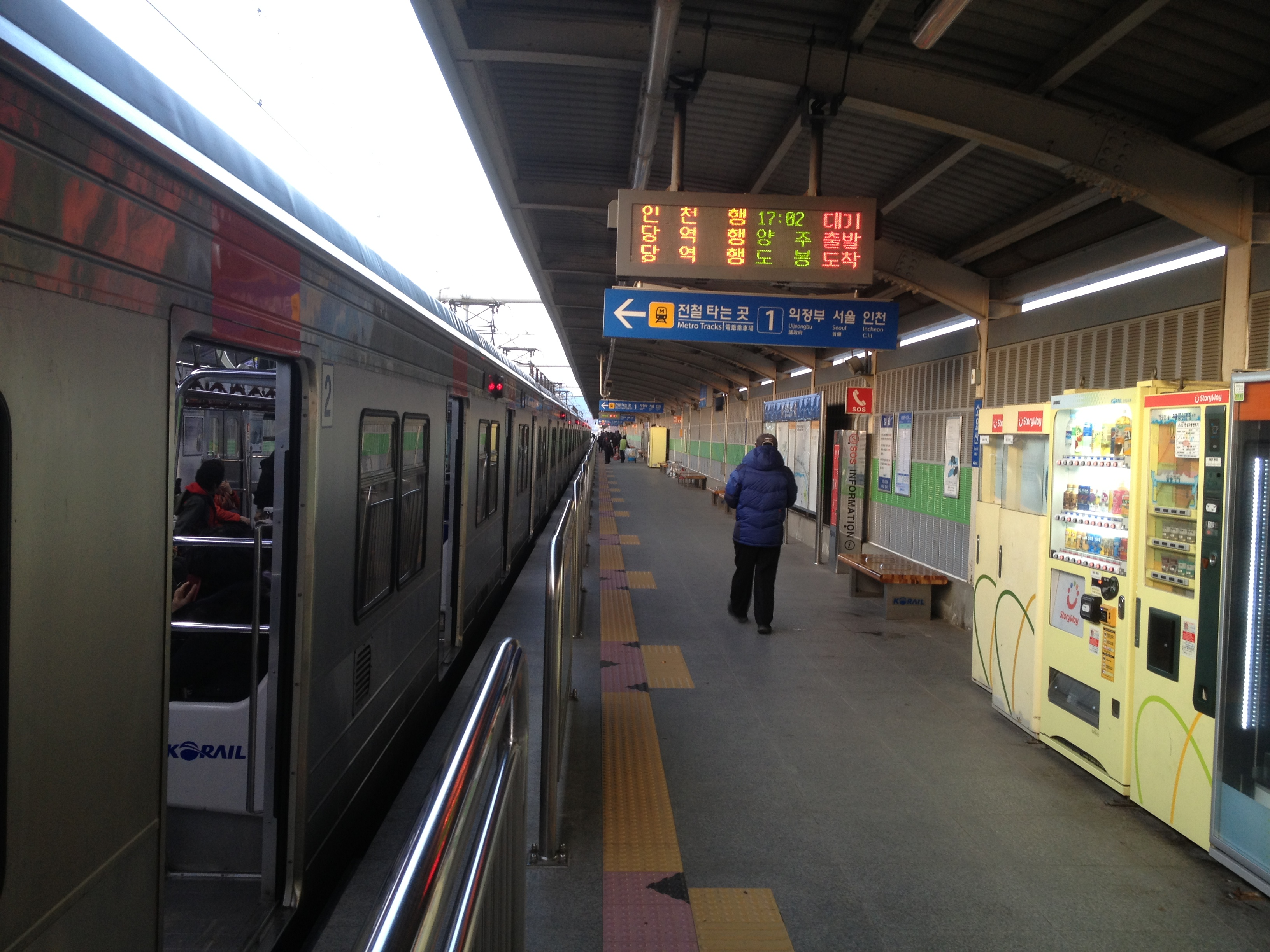
수도권전철 1호선 승강장(임시 승강장으로 이설 전)

## 인접한 역
| 경원선               | 경원선                               | 경원선               |
| -------------------- | ------------------------------------ | -------------------- |
| 100-1 청산 연천 방면 | ● 수도권 전철 1호선 경원-경인선 완행 | 101 동두천 인천 방면 |